# 로스 리코스 탐비엔 요란
《로스 리코스 탐비엔 요란》(스페인어: Los ricos también lloran)는 1979년부터 1980년까지 방영된 멕시코의 텔레노벨라이다.

## 캐스트
- 베로니카 카스트로 - Mariana Villarreal
- 로헬리오 게라 - Luis Alberto Salvatierra
- 로시오 반켈스 - Esther Izaguirre de Salvatierra
- 크리스천 바흐 - Joanna Smith
- 기예르모 카페티요 - Alberto "Beto" López/Salvatierra
- 에디스 곤잘레스 - María Isabel Salvatierra